# Bob Burns (aktor)
Bob Burns (ur. 12 maja 1935) – amerykański aktor filmowy.

## Filmografia
- 1951: Distant Drums jako Indiański chłopiec
- 1964: Captain America vs. the Mutant jako Mutant
- 1988: Inwazja na Ziemię: Nadchodzą kosmici jako Muffo, kosmita z trąbą słonia
- 2001: The Vampire Hunters Club jako Bob
- 2005: The Naked Monster
- 2009: Dark and Stormy Night jako Kogar, goryl